# Villatoya
Villatoya es un municipio español situado al sureste de la península ibérica, en la provincia de Albacete, dentro de la comunidad autónoma de Castilla-La Mancha.

## Geografía física
Integrado en la comarca de La Manchuela, se sitúa a 72 kilómetros de Albacete. El término municipal está atravesado por la carretera nacional N-322, entre los pK 418 y 425. 
El relieve del municipio está definido por un terreno abrupto en pendiente descendente hacia el río Cabriel, que hace de límite con la provincia de Valencia. La altitud oscila entre los 720 metros al sur, en el límite natural de la comarca de La Manchuela, y los 400 metros a orillas del río Cabriel. El pueblo se alza a 400 metros sobre el nivel del mar, en la misma orilla del río. 
| Noroeste: Requena (Valencia) y Alborea | Norte: Requena (Valencia)   | Nordeste: Requena (Valencia) |
| Oeste: Alborea                         |                             | Este: Casas de Ves           |
| Suroeste: Alborea                      | Sur: Alborea y Casas de Ves | Sureste: Casas de Ves        |

### Ubicación
Se encuentra a 70 km de la capital provincial.

## Historia
Villatoya es una pequeña población albacetense situada en el margen derecho del Cabriel, en el límite con Valencia, donde la provincia da su primer abrazo al Levante; es, por tanto, una de sus villas más septentrionales. En su término y más concretamente en su aldea, Cilanco, se han podido documentar numerosos hallazgos que nos hablan de un pasado romano y visigodos.
Se documenta que en los primeros años del siglo XIV Villatoya y Cilanco pertenecían a la jurisdicción de Jorquera, aunque por el año 1429 consiguió su independencia y pasó a tener jurisdicción propia.
En cualquier caso, cuando en 1576 Don Diego de Zúñiga y Fonseca, Abad de Parraces, declaraba haber comprado Toya y Cilanco, compra que hizo bajo el consentimiento de Felipe II y refrendó su secretario Don Pedro de Escobero, el dominio territorial llevaba incorporada la jurisdicción pues: "había comprado la villa de Toya y Cilanco a Martín de Vallestero, vecino de Requena, con todos sus vasallos, tierras, huertas, molinos, prados, dehesas, pastos y montes y pinares con la jurisdicción civil y criminal, alta, baxa, mero, mixto, imperio de las dichas villas, con todos los pechos, derechos y martiniega, con su riuera, rio, fuentes, aguas estantes y corrientes, desde la piedra del rio hasta la osa de el Monte ¿Oumo? Muerto...".
Con las nuevas posesiones recién adquiridas, Don Diego Zúñiga, fundó el mayorazgo de los Zúñiga, familia que durante varias generaciones sería dueña del término de Villatoya y sus anejos. Años después, el 20 de septiembre de 1621, a uno de sus descendientes, Don Diego López Zúñiga y Velasco, se le concedió el título de Marqués de Baides (o Baydes), para sí y sucesores en la posesión del mayorazgo.
Entre los años 1579 y 1588, los Zúñiga, casi arruinados, contrajeron ciertas deudas con otra familia, los Anzures, con los que estaban emparentados.
Con el tiempo, los Anzures, que durante muchos años venían reclamando sus derechos por vía amistosa, después de muchos intentos previos pasaron a hacerlo judicialmente. Don Francisco Pacheco Duque de Estrada (Duque de Estrada es apellido), como heredero inmediato de los bienes de su esposa, propietaria de los derechos, continuó el pleito contra don Francisco López Zúñiga, marqués de Baides, nieto del fundador del mayorazgo y propietario por entonces. Por fin, el juez Don Julián de Ortega, el 1 de abril de 1683, mandó que se tasasen y evaluasen los bienes del mayorazgo de los Zúñiga, y se vendiesen las villas de Toya y Cilanco "con sus términos y señoría y vasallaje" en pública subasta hasta cubrir la deuda que tenía con Don Juan Francisco Pacheco y varios acreedores más. Don Juan Francisco Pacheco obtuvo el título de Marqués de Villatoya y agregó las tierras al Mayorazgo de los Anzures.
La explotación de las tierras las hacían los señores firmando contratos de arrendamiento con colonos que hasta allí llegaban en busca de tierras y sustento. Los contratos de arrendamiento se hacían bajo duras condiciones y de ellos hemos conservado muchos modelos. Conforme fue avanzando el siglo XIX fue creciendo el descontento entre los vecinos de Villatoya, que veían como las leyes desvinculadoras y antiseñoriales emanadas de los gobiernos liberales de la época no ponían fin a la ancestral arbitrariedad de los señores. A partir de la ley del 26 de agosto de 1837 parece entenderse que ni Ayuntamiento ni colonos, se prestaron a seguir cumpliendo con las condiciones del último arriendo. En adelante, la resistencia de los colonos fue creciendo hasta hacerse insostenible. Se puso pleito ante el juzgado de Primera Instancia de Casas Ibáñez que consideró oportuno enajenar el señorío, aunque después los señores reclamaron sus derechos ante la Audiencia Provincial de Albacete, que restituyó seguidamente a los señores de Villatoya en sus derechos. 
Colonos y señores pasaron casi toda la centuria del XIX con pleitos, en los cuales los señores defendían sus derechos a la propiedad y los colonos pretendían, que como señorío jurisdiccional, de siempre debería estar extinguido, o al menos extinguidas las prestaciones personales derivadas de la condición de tal señorío, pues así lo dejaba dicho el artículo 1.º del 3 de mayo de 1823, que declaraba nulas y de ningún valor ni efecto todas las prestaciones reales y personales, regalías y derechos anexos e inherentes, que tenían su origen en señoríos jurisdiccionales. Por tanto, la legalidad vigente garantizaba que el pueblo debería quedar eximido de sus obligaciones de pagar entre otros derechos "el principal" por los referidos conceptos. A más abundar, la ley que incorporaba a la Corona los señoríos jurisdiccionales había sido confirmada por otra posterior, la del 26 de agosto de 1837, que en su artículo 4.º negaba el antiguo derecho de los señores a recibir las prestaciones que de su condición de tales se derivaban. Ninguna de estas leyes, ni la posterior de 1855 permitió enajenar las tierras a los señores de Villatoya, aunque menudearon los pleitos a lo largo del siglo.
Ya en el siglo XX el gobierno de la República consideró que la finca era expropiable y la consideró de interés preferente. El Instituto de la Reforma Agraria inició el expediente pero con el advenimiento del bienio del centro derecha que se abrió en 1934, dejó en suspenso la confiscación de las tierras.
"Este pueblo así como todo el término municipal perteneció hasta el mes de junio del año 1943 a la señora Marquesa de Villatoya, en cuyo mes fue comprada toda la finca por el Servicio Forestal del Instituto Nacional de Colonización, quedándose este los montes y pasando a depender la edificación y los terrenos de secano y huerta del Instituto Nacional de Colonización, haciendo este parcelas para ser adjudicadas a los ex-arrendatarios de la citada señora marquesa que quieran participar previo pago del 20% del total del valor de la parcela, para continuar pagando el resto de su valor en 20 años."
Texto extraído del libro de José Manuel Almendros Toledo "El Balneario de la Concepción de Villatoya. Hidrologías Médicas del siglo XIX."

## Geografía humana

### Organización territorial

#### Pedanías
Incluye la pedanía de Cilanco.

### Demografía
Cuenta con una población de 113 habitantes (INE 2024).
| Gráfica de evolución demográfica de Villatoya entre 1842 y 2021                                                       |
| |
| Población de derecho según los censos de población del INE. Población de hecho según los censos de población del INE. |

### Comunicaciones y transporte público
Las líneas de autobús 725 (Villatoya - Casas-Ibáñez - Albacete) parte entresemana de Villatoya hacia la ciudad de Albacete, pasando por Alborea, durando el viaje aproximadamente 1 hora.  Los fines de semana, sale desde Casas-Ibáñez y pasa por Mahora, Fuentealbilla y Golosalvo, hasta llegar a la capital de la provincia.
Por Villatoya, pasa la A-32 / N-332 desde Albacete hasta Requena.